# 荻原豊次
荻原 豊次（おぎわら とよじ、1894年9月20日 - 1978年2月10日）は、日本の篤農家。

## 経歴
長野県北佐久郡東長倉村（現軽井沢町）生まれ。尋常小学校卒業後、農業に従事し、軽井沢町会議員などを務める。昭和7年（1932年）、野菜の温床苗代に伸びていたイネ苗を発見し、これをきっけに高冷地のイネの育苗法や冷害対策研究に没頭し、水苗代の改良に取り組み、委託苗代や、温床苗代、水陸折衷苗代等の試作を重ねた末、イネを早植をすることで冷温による障害やイモチ病への抵抗力が高まることを発見し、昭和17年（1942年）には、種を撒いた苗代の上に油紙を置いて地温を上昇させ、発芽時期を早める「保温折衷苗代」を考案し、同年農林大臣より食糧増産功労者として顕彰された。また同省は補助金を出して全国のイネ農家に積極的に勧奨した。
昭和27年（1952年）に藍綬褒章受勲。翌年、自宅付近に頌徳碑が建立された。昭和40年（1965年）勲五等双光旭日章受勲。軽井沢町名誉町民。